# توماس گروسونور
توماس گروسونور (انگلیسی: Thomas Grosvenor؛ ۳۰ مه ۱۷۶۴ – ۲۰ ژانویه ۱۸۵۱) فرد نظامی اهل پادشاهی متحد بریتانیای کبیر و ایرلند بود.